# Ǔ
Az Ǔ (kisbetűs alakja: ǔ), kiejtve Ǔ hacsekkel az awing, a bangolan, a nzime, a kwanja, a lingala, az  udi nyelv és a kínai nyelv pinjin átírásának az egyik betűje. Részei az U és egy hacsek.

## Használata

### Nyelvek és hangsúlyok
Több hangsúlyos nyelvben az ǔ ugyanazt a hangot jelöli min t az u, a hacsek pedig a hangsúly emelkedését mutatja. Azonban vannak más felhasználások is:
- Pinjin : a hacsek azt jelzi, hogy a tónus először csökken, majd később emelkedik.

## Megjelenítése az informatikában
Unicode karakterekkel az U hacsekkel a következőképpen jeleníthető meg:
- Kibővített latin B-vel :

| fajtája  | kinézete | kódolása | leírása                |
| -------- | -------- | -------- | ---------------------- |
| nagybetű | Ǔ        | U+01D3   | nagy latin u hacsekkel |
| kisbetű  | ǔ        | U+01D4   | kis latin u hacsekkel  |

## Fordítás
Ez a szócikk részben vagy egészben  a(z)    Ǔ című francia Wikipédia-szócikk 202284304 ezen változatának fordításán alapul.  Az eredeti cikk szerkesztőit annak laptörténete sorolja fel. Ez a jelzés csupán a megfogalmazás eredetét és a szerzői jogokat jelzi, nem szolgál a cikkben szereplő információk forrásmegjelöléseként.

## Lásd még
- hacsek
- Latin ábécé
- U